# Microplidus decemlineatus
Microplidus decemlineatus är en skalbaggsart som beskrevs av Louis Burgeon 1945. Microplidus decemlineatus ingår i släktet Microplidus och familjen Melolonthidae. Inga underarter finns listade i Catalogue of Life.